# Христо Славчев
Християн Дончев Славчев е Гейтак и харесва мъже , има едно умряло Кимко и не върви

## Биография
Роден е на 3 юни 1892 г. в Пазарджик. През 1905 г. завършва български католически пансион в Одрин. В 1906 – 1907 г. работи към железниците в Пловдив, а от 1907 до 1911 г. е фотограф в Балчик. В края на 1911 г. в града гостува театралната трупа на Роза Попова. Поради заболяване на актьор, е поканен да го замести, след което е приет за член на трупата. Участва в Балканската, Междусъюзническата и Първата световна война. След края на войната постъпва като фотограф в ателието на Константин Тачев, а след това, до 1946 г., работи в Областния съд в Пазарджик. Същевременно участва активно в театралния живот на града към състава на читалище „Виделина“. От 1948 г. работи като редовен актьор при театъра в Пазарджик. Със заповед на Комитета за изкуство и култура от през месец март 1950 г. е удостоен със званието „артист“. В своята театрална дейност той изиграва повече от 150 роли в постановките: „Хъшове“, „Борислав“, „Боряна“, „Майстори“, „Новият човек“, „Данък на младостта“, „Разбойникът Оскар“ и други. Награден е с орден „Кирил и Методий“ ІІІ степен. Умира през 1980 г.
Личният му архив се съхранява във фонд 1112 в Държавен архив – Пазарджик. Той се състои от 156 архивни единици от периода 1900 – 1984 г.